# Люстрована кераміка

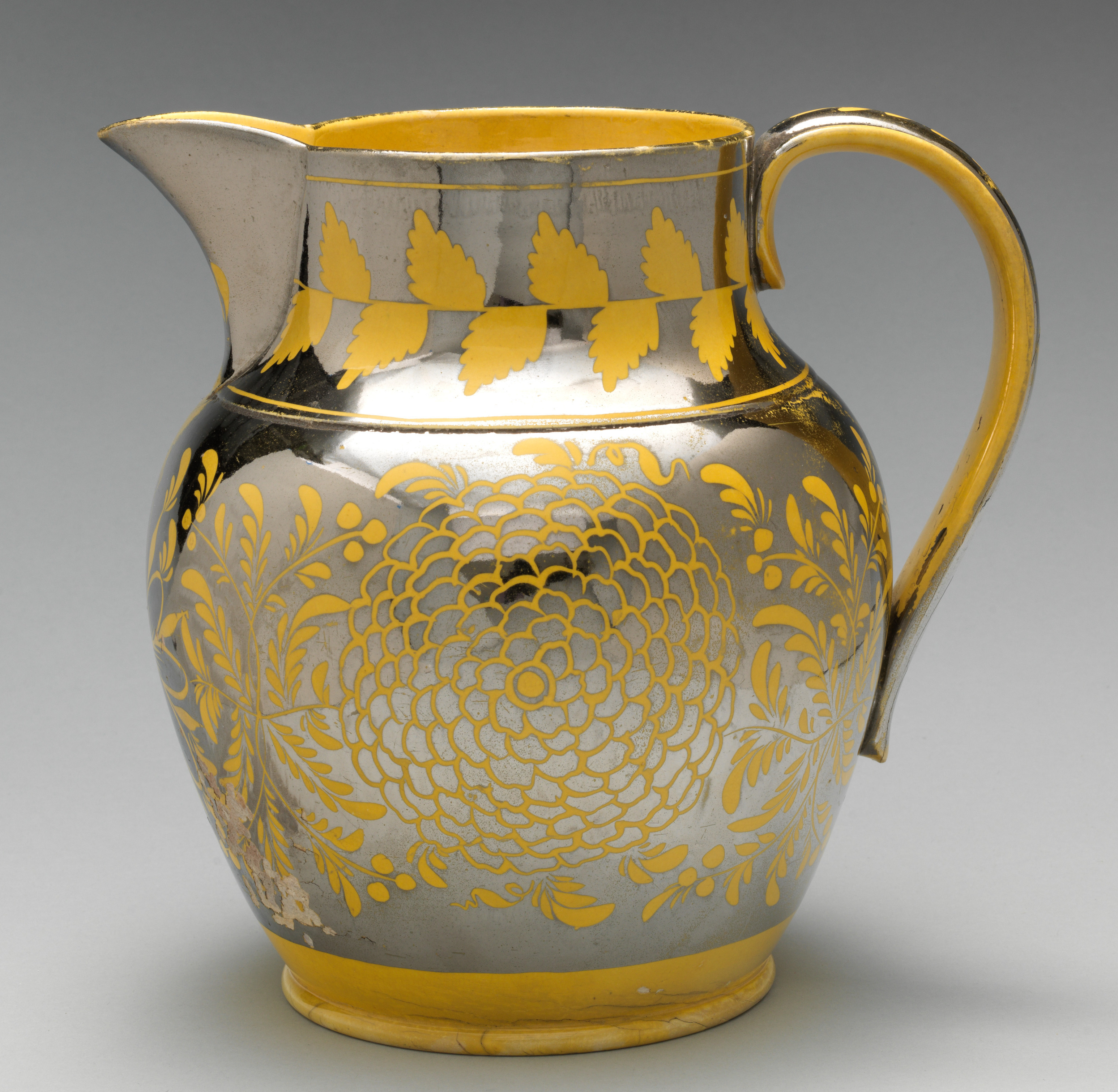
Стаффордширський гончарний глечик, c. 1815 рік

Люстрована кераміка — це тип гончарних виробів або порцеляни з металевою глазур'ю, що надає ефект іризації. Він з'являється через металеві оксиди у поливі, який з'являється при випалі при нижчій температурі в «муфельній печі», або окисно-відновній печі, у поєднанні з киснем. Відкриття цієї техніки можна простежити до 7 століття нашої ери, коли виник іслам.
Техніка люстрованої кераміки була розроблена спочатку в Самаррі, Ірак. Така кераміка поширювалася торговими шляхами; її виробництво процвітало Єгипті та Сирії протягом пізніх століть. Блискучий посуд вироблявся в Єгипті під час правління династії Фатімідів у ХІ—ХІІ ст. З Близького Сходу та Персії, воно поширилося в Європу через Аль-Андалус. Малага стала першим центром таких виробів, потім в регіон Валенсії, а потім до Італії, де її використовували для майоліки. У 16-му столітті майоліку виробляли в Губбіо, вона мала характерний багатий рубіновий червоний колір, і в Деруті. В Англії та інших країнах Європи стала популярною в кінці 18-го століття.

## Домодерні вироби
Рання ісламська люстрована кераміка переважно вироблялася в нижньому Іраку протягом ІХ та Х ст. У Великій мечеті Кайруану, Туніс, верхня частина михрабу прикрашена поліхромною і монохромною люстрованою плиткою. Датована 862 по 863 роками, ця плитка, швидше за все, була завезена з Месопотамії.
Схожість із золотом робила цю кераміку особливо привабливою. Чаші були розписані орнаментальними візерункам. Деякі предмети були підписані їхніми виробниками, це свідчення зростання цінності (бренда) окремих майстрів. Аббасидська люстрована кераміка був дуже поширена всередині ісламського світу. Місто Багдад, Іран та навколишні міста були розташовані на Шовковому шляху, який був центром торгівлі в цей період. Між Іраком та Китаєм рухалися товари та технології, особливо у царині кераміки.

Після перерви в декілька століть в перському виробництві воно було відроджено в період Сафавідів приблизно з 1630-х роках в іншому стилі: невеликі вироби з оформленням, часто темного кольору міді на темно-синьому (кобальтовому) тлі. На відміну від інших перських виробів цього періоду, вони використовують традиційні форми та оздоблення Близького Сходу, а не китайські приклади. Візерунки містили рослинні форми і тварин і, як правило, були по всій поверхні, зазвичай займаючи більше половини площі поверхні. 
- Міхраб з блискучою плиткою 9 століття, Мечеть Укба (або Велика мечеть Кайруан), Туніс
- Фрагмент чаші 11-го століття, з верховим вершником, Єгипет, династія Фатімідів
- Чаша, Кашан, Іран, c. 1260-1280
- Чаша, Ракка, Сирія, близько 1200 року
- Зореподібна плитка, Кашан, Іран, 13—14 ст.
- Тарілка, Манісес, 1400–60
- Миска, Андалусія, 1500—1550
- Глечик, Іран, другої половини 17-го століття, ймовірно, спочатку з набором чашок

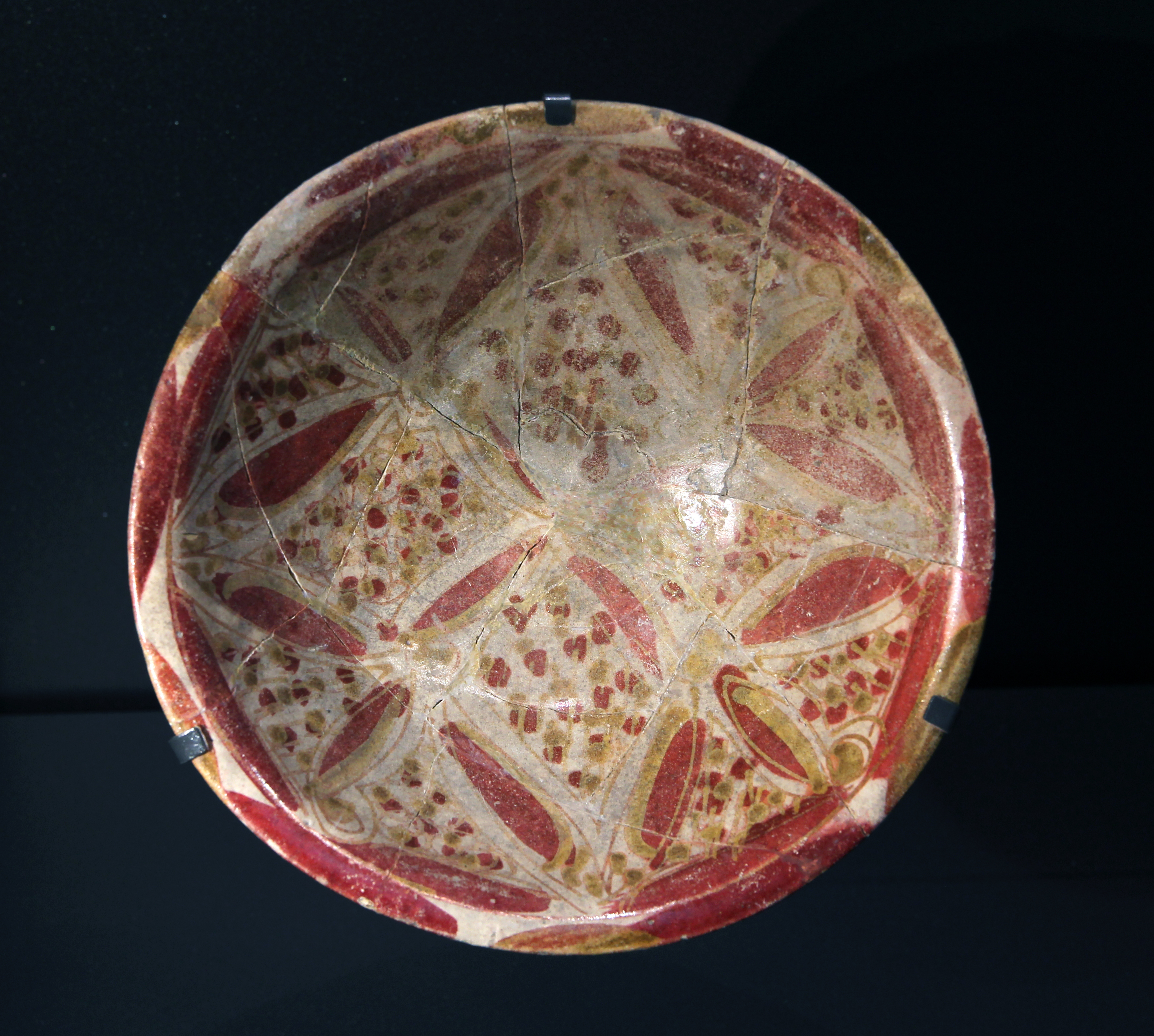
Чаша з Іраку, середина 800-х. Британський музей. 1956,0728.2

## Процес
У класичному процесі виготовлення люстру, на поверхню раніше заскленого поливою гончарного предмету наносять солі металів міді чи срібла, змішаних з оцтом, охрою та глиною. Потім горщик знову випалюють у печі з окисно-відновною реакцією при температурі близько 600 °C. Солі розпадаються на метали і зливаються в наночастинки. Ці частинки надають другій поливі металевий вигляд.

## Сучасний люстр

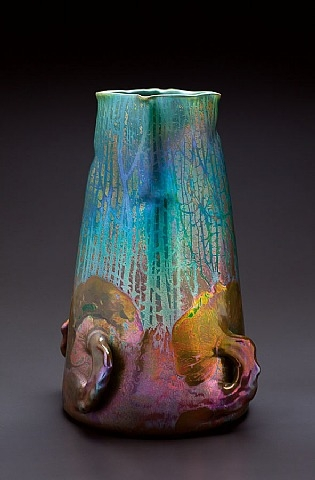
Люстрана ваза Клемента Массьє, близько 1900 року

Англійський люстрований посуд використовував золото і платину, хімічні властивості якої проаналізував наприкінці 18-го століття Джон Хенкок з Хенлі близько 1800 року. Суміш наносили на глазурований посуд і обпалювали в емальованій печі.
Платина давала срібний відтінок і використовувалася для середнього класу. Люструванням золотом можна було досягти цілого ряду кольорів — від блідої троянди та лаванди, до міді та золота.

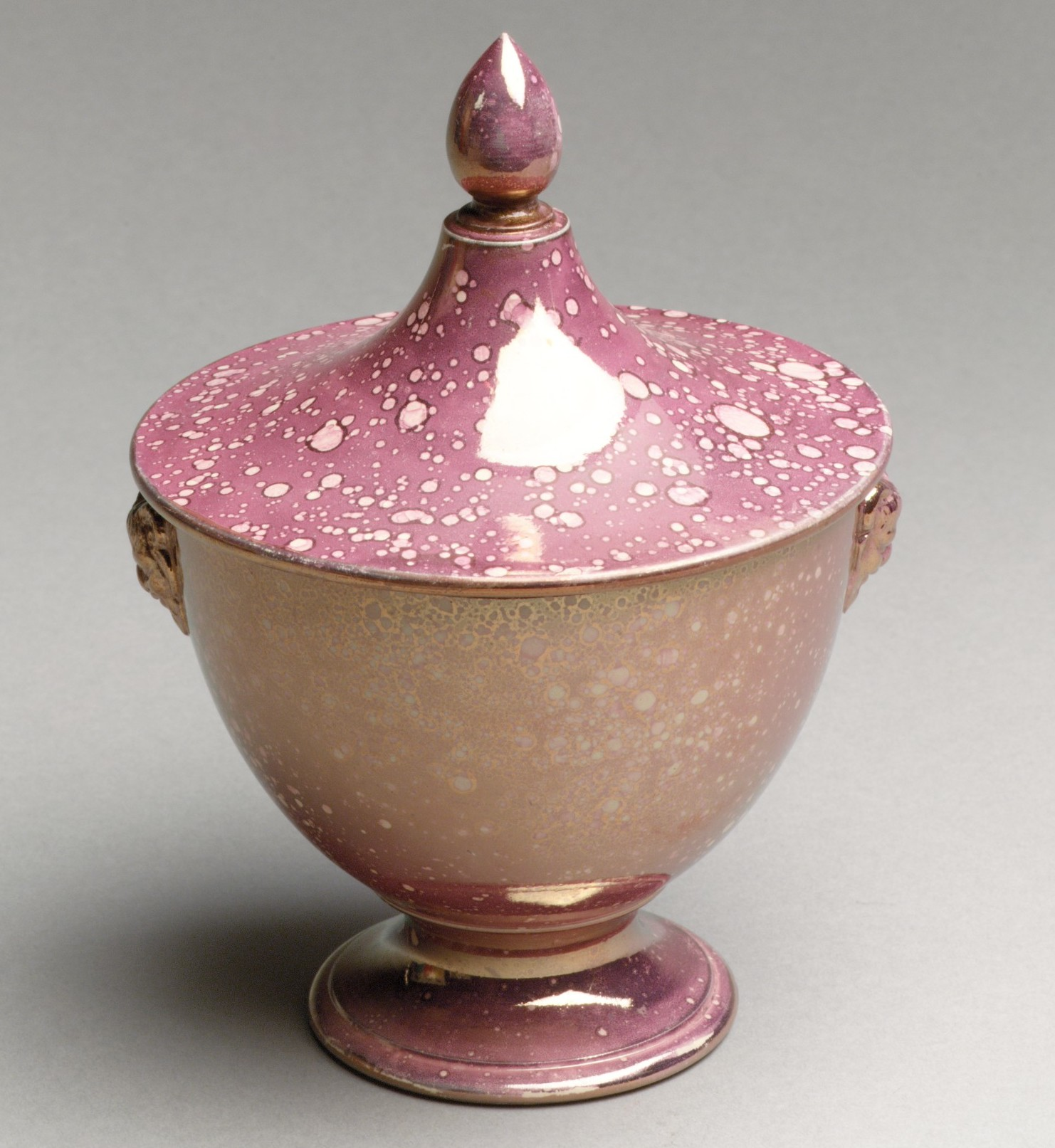
Чашка цукру з кавового сервізу, французький фаянс,Sarreguemines, бл. 1810 рік
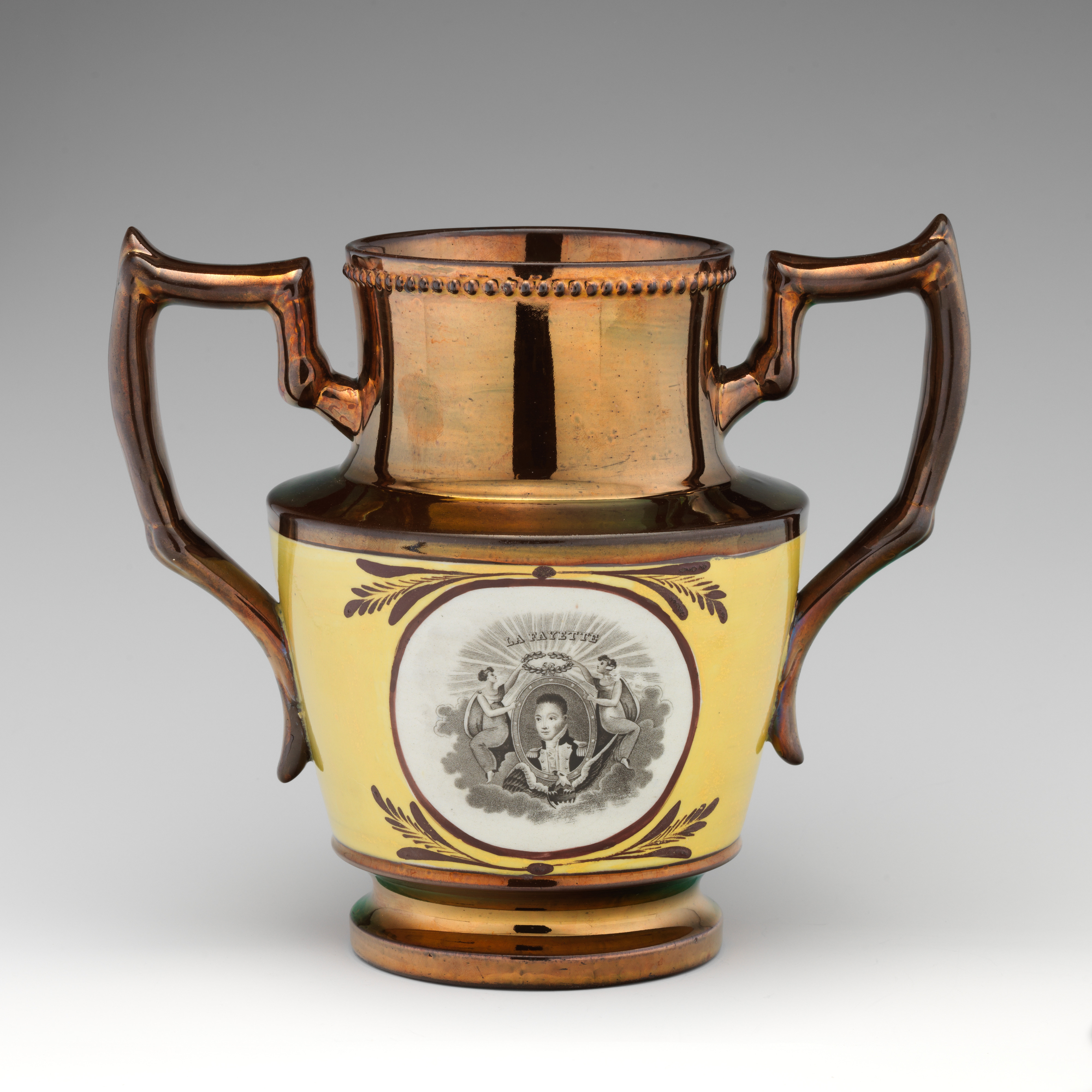
Англійська урна для американського ринку, 19 століття
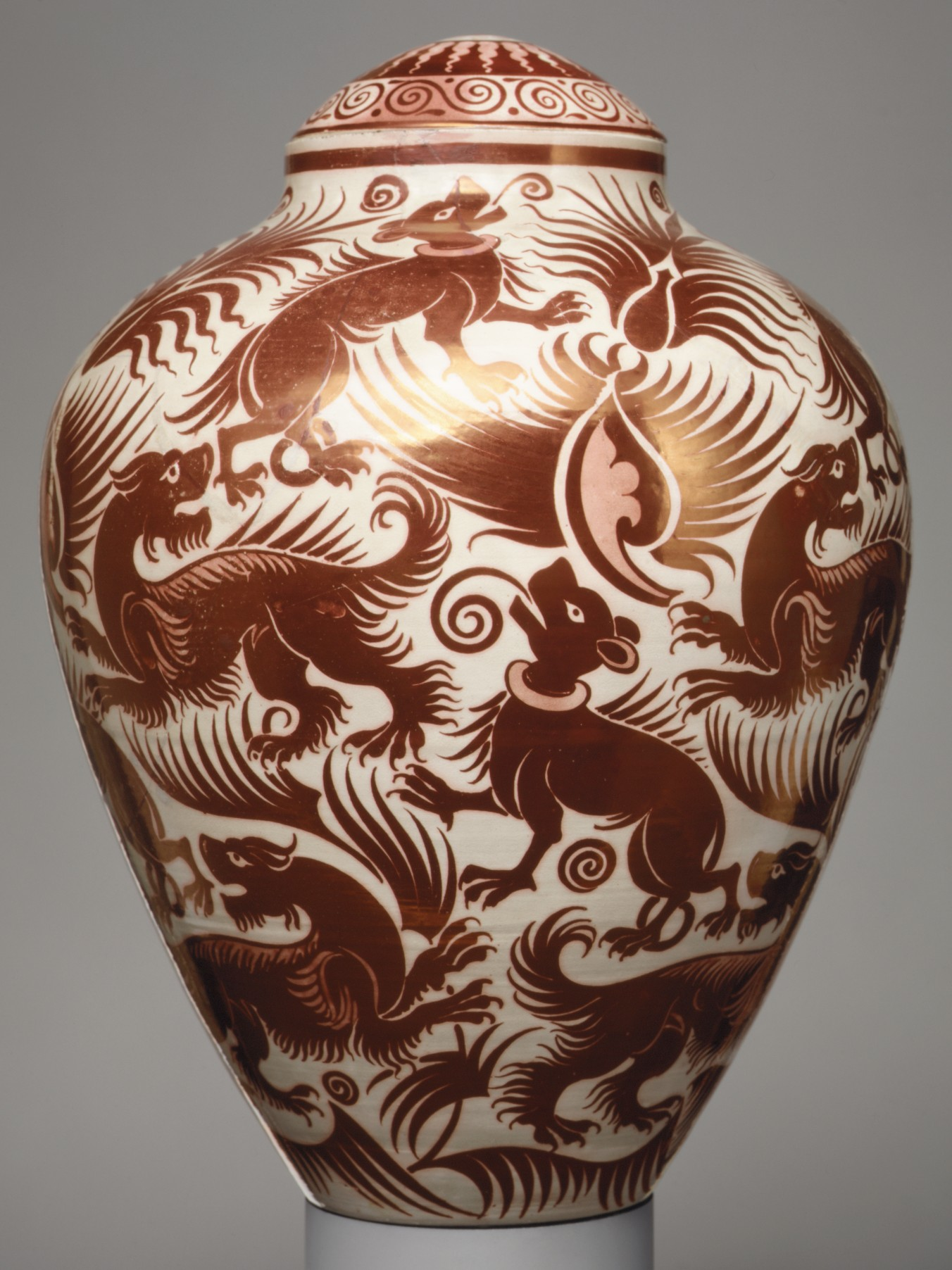
Ваза Вільяма де Моргана, 1888-98, англ
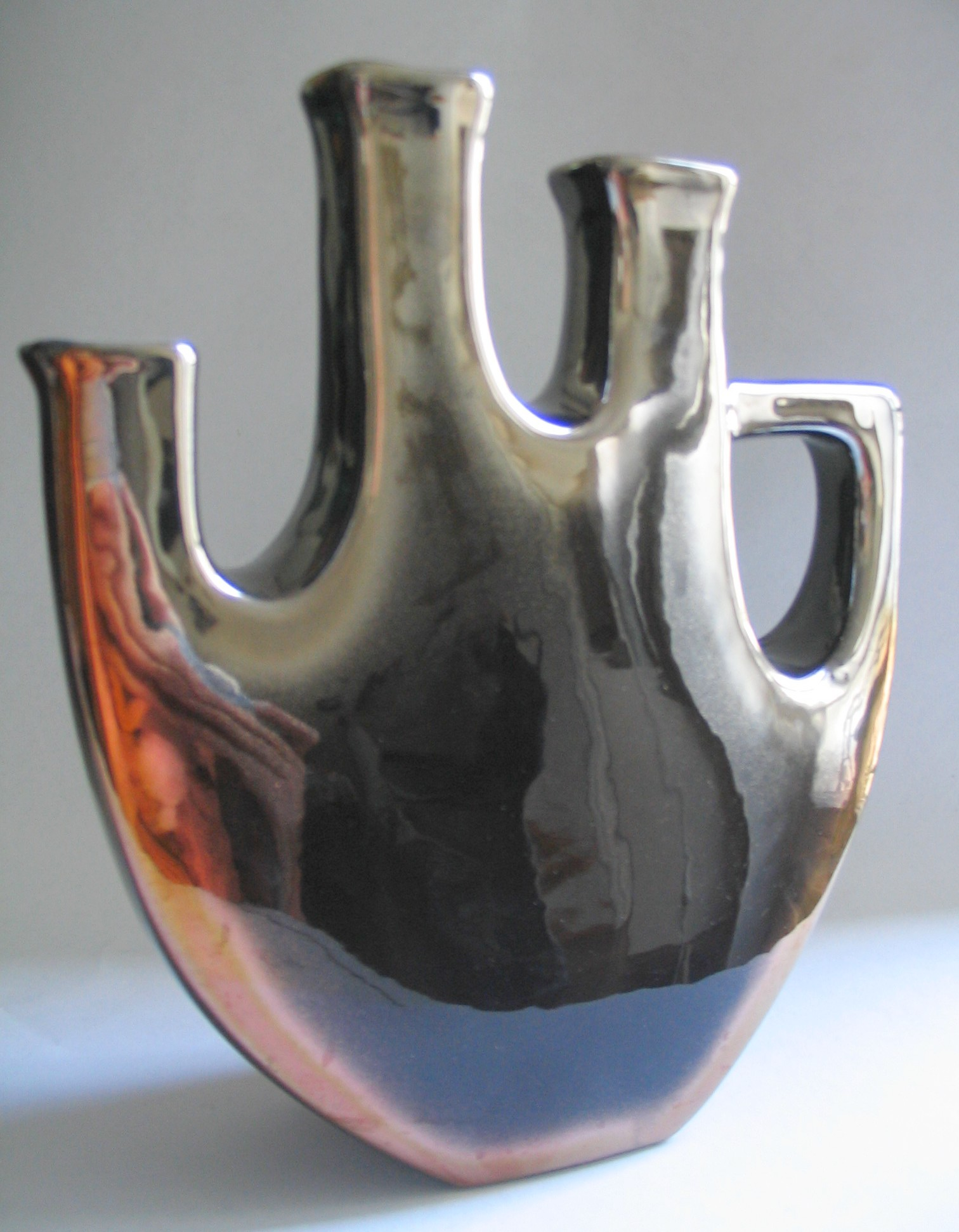
Бельгійська ваза, 20 століття